# Comunidad Europea de la Energía Atómica
La Comunidad Europea de Energía Atómica (Euratom) es un organismo público paneuropeo encargado de coordinar los programas de investigación de la energía nuclear. Es legalmente distinta de la Unión Europea, pero lo forman los mismos 27 Estados, y está gobernada por la administración de la Unión. Desde 2014, Suiza también ha participado en programas de la Euratom como un Estado asociado.
En 1957 el tratado de la Euratom sentó las bases para la utilización pacífica de la energía atómica en la UE.

## Historia
Tras la guerra del Sinaí en 1956, la Asamblea Europea propuso ampliar las funciones de la Comunidad Europea del Carbón y del Acero (CECA) para cubrir otras fuentes de energía. Sin embargo, Jean Monnet, arquitecto y presidente de la CECA, quería la creación de una comunidad separada dedicada a la energía nuclear. El ingeniero francés Louis Armand encabezó un estudio sobre la posibilidad de utilizar la energía nuclear civil en Europa; su informe concluyó que era necesario un amplio desarrollo nuclear para cubrir el déficit creado por el agotamiento de los recursos de carbón y reducir la dependencia de los productores de petróleo.
Más allá de la coordinación de las políticas energéticas, los estados del Benelux y Alemania Occidental querían la creación de un mercado común global; sin embargo, esta idea encontró resistencia proteccionista en Francia, y Jean Monnet consideró la tarea demasiado compleja. Para llegar a un compromiso, Monnet propuso entonces crear dos comunidades en paralelo: Euratom y Comunidad Económica Europea (CEE).
La Conferencia intergubernamental para el Mercado Común y Euratom, celebrada en el castillo de Val Duchesse, en Bruselas, en 1956, permitió redactar los elementos esenciales del nuevo tratado. Euratom se centraría en la cooperación en el entonces popular campo nuclear y compartiría con la CEE el Parlamento y el Tribunal de Justicia, pero no el ejecutivo. Euratom tendría su propia Comisión, con poderes menos significativos que los de la Alta Autoridad de la CECA, y su Consejo. El 25 de marzo de 1957, el Tratado Euratom fue firmado por los seis miembros fundadores de la CECA y entró en vigor el 1 de enero de 1958. Se firmó junto con el tratado del mercado común europeo que daba origen a la Comunidad Económica Europea (CEE). El acto se inició a las seis de la tarde en el salón de los Horacios y los Curiacios del histórico edificio del Campidoglio —palacio municipal romano—, ubicado en la colina Capitolina.
Se establece como objetivo, dado el déficit generalizado de energía «tradicional» de los años cincuenta, el desarrollo e independencia de una industria propia nuclear europea mediante la creación de un mercado común de equipos y materiales nucleares, así como el establecimiento de unas normas básicas en materia de seguridad y protección de la población.
El tratado, que fue rubricado por los seis países fundadores de la Comunidad Europea del Carbón y del Acero y la Comunidad Económica Europea, el primero en firmar y en representación de Alemania occidental fue el canciller Konrad Adenauer; por Francia, su ministro de asuntos exteriores Christian Pineau, por Bélgica Paul-Henri Spaak, por Italia Gaetano Martino, por Luxemburgo Joseph Bech y por los Países Bajos Joseph Luns, entró en vigor el 1 de enero de 1958.
En él se establecían sus instituciones: Asamblea parlamentaria, Tribunal de Justicia, Consejo de Ministros y Comisión del Euratom. Las dos primeras eran comunes con las dos otras Comunidades, mientras las dos últimas fueron propias y diferentes hasta la entrada en vigor del Tratado de Fusión de los Ejecutivos en 1967.
Para financiar los gastos del Mercado común se crea el Banco Europeo de Inversiones, que iniciara su actividad con un capital equivalente a mil millones de dólares; el Fondo Europeo para Instrucción Profesional y el Fondo de Inversiones en el Exterior, dotado con un capital equivalente a 581 millones de dólares.
Los dos tratados fueron ratificados por los respectivos Parlamentos de las seis naciones firmantes.

## Objetivos
El objetivo de la Euratom era crear un  mercado especializado para la energía nuclear, para su distribución en el interior del conjunto de los Estados miembros y para vender el sobrante a los Estados no miembros. Este proyecto se puso en marcha con dificultades, debido a los diferentes intereses de los primeros Estados miembros (en los años 60) en el sector, pero consiguió avances importantes. La Euratom tiene también entre sus misiones proporcionar préstamos para financiar los proyectos nucleares en la actual Unión Europea.
En el presente, uno de los proyectos más destacados en los que la Euratom está comprometida es su participación en el reactor internacional de fusión ITER financiado en parte por la Unión Europea, que es uno de los siete socios proyecto.

## Logros y críticas
La Euratom ha hecho una contribución importante para el desarrollo y la homogeneización entre los Estados de la actual Unión Europea de un sector de gran importancia económica. El Tratado Euratom y la propia agencia han servido para facilitar la inversión en energía nuclear, diseminando los conocimientos técnicos y facilitando el acceso a fondos para la investigación. Al mismo tiempo, en cumplimiento del Tratado, Euratom ha desarrollado previsiones y reglamentación orientados a garantizar la seguridad de los trabajadores del sector y de la población. En el terreno de la prevención de la proliferación nuclear, Euratom ha desarrollado un sistema efectivo de salvaguardias nucleares, compatible y coordinado con el sistema de salvaguardias del Organismo Internacional de Energía Atómica.
En la historia de la creación de normas de alcance europeo (para la Comunidad Económica Europea y sus sucesoras, hoy la Unión Europea), el artículo 37 del Tratado Euratom ha representado  una legislación pionera, al establecer un vínculo de las obligaciones transfronterizas con el respeto al impacto medioambiental, una disposición que hoy día sigue teniendo gran importancia.
Las actividades de la Euratom también han sido objeto de críticas, dentro del debate sobre la utilización de la energía nuclear. Estas críticas se han hecho más intensas al avanzar las nuevas propuestas para dedicar mayor atención a las energías renovables, con el argumento de que los costes de las energías renovables tienen una tendencia decreciente, mientras que los costes de la energía nuclear están constantemente en alza. Se trata de un debate más amplio, que todavía no está cerrado, pero que sin duda afecta directamente al futuro de Euratom.

## Retirada del Reino Unido
El Reino Unido anunció su intención de retirarse de la CEEA el 26 de enero de 2017, tras su decisión de retirarse de la Unión Europea. La notificación formal para retirarse de la CEEA se produjo en marzo de 2017, dentro de la carta de notificación del artículo 50, donde se explicitaba la retirada. La retirada solo se hizo efectiva tras las negociaciones sobre los términos de la salida, que duraron dos años y diez meses.
Un informe del Comité de Negocios, Energía y Estrategia Industrial de la Cámara de los Comunes, publicado en mayo de 2017, cuestionaba la necesidad legal de abandonar Euratom y pedía una prórroga temporal de la pertenencia para dar tiempo a establecer nuevos acuerdos.
En junio de 2017, el grupo operativo de negociaciones de la Comisión Europea publicó un Documento de posición transmitido a la UE27 sobre materiales nucleares y equipos de salvaguardia (Euratom), titulado "Principios esenciales sobre materiales nucleares y equipos de salvaguardia". Al mes siguiente, un documento informativo de la Biblioteca de la Cámara de los Comunes evaluó las implicaciones de abandonar Euratom.
En 2017, un artículo en The Independent cuestionaba la disponibilidad de combustible nuclear para el Reino Unido después de 2019 si este se retiraba, y la necesidad de nuevos tratados relativos al transporte de materiales nucleares. Un artículo de 2017 en el New Scientist afirmaba que el suministro de radioisótopos para tratamientos contra el cáncer también tendría que tenerse en cuenta en los nuevos tratados.
Los políticos británicos especularon con la posibilidad de que el Reino Unido permaneciera en Euratom. En 2017, algunos argumentaron que para ello sería necesario -más allá del consentimiento de la UE-27- modificar o revocar la carta del artículo 50 de marzo de 2017.
La Ley de salvaguardias nucleares de 2018 del Reino Unido, que establece disposiciones para las salvaguardias tras la retirada de Euratom, recibió el asentimiento real el 26 de junio de 2018.
El Acuerdo de Comercio y Cooperación UE-Reino Unido, que perfila la relación del Reino Unido con la Unión Europea a partir del 1 de enero de 2021, prevé la participación del Reino Unido "como país asociado de todas las partes del programa Euratom".

## Composición inicial de la Comisión Euratom 1958-1967
La Comisión Euratom era distinta de la Comisión de las demás Comunidades hasta 1967. A diferencia de la Comisión de la CEE, la Comisión Euratom estaba compuesta por sólo cinco miembros.
Su reglamento interno fue adoptado en la reunión del 8 de junio de 1960 y entró en vigor tras su publicación en el Diario Oficial de las Comunidades Europeas el 16 de agosto de 1960.
Este reglamento constaba de tres capítulos y 17 artículos. Este reglamento establecía que la Comisión debía reunirse al menos una vez por semana (art.  3). La sesión estaba presidida por el presidente de la Comisión. Cada miembro podía solicitar que la Comisión se reuniese. el Reglamento también establecía que las reuniones que celebraba la Comisión eran confidenciales.
El quorum de comisarios presentes era de tres.
Este reglamento interno fue modificado sólo una vez, antes de que la Comisión se fusionara con las de las demás Comunidades, el 13 de diciembre de 1961.
El Presidente de la Comisión Euratom preparaba y decidía el orden del día de cada sesión.
LA Comisión Euratom estuvo dirigida por sólo tres presidentes durante el período de independencia ejecutiva (1958-1967), todos de Francia:
| Presidente      | Mandato   |
| --------------- | --------- |
| Louis Armand    | 1958-1959 |
| Étienne Hirsch  | 1959-1962 |
| Pierre Chatenet | 1962-1967 |